# Agaricochara pulchra

Agaricochara pulchra  (лат.) — вид коротконадкрылых жуков из подсемейства Aleocharinae. Канада.

## Распространение
Встречается в провинции Саскачеван (Канада).

## Описание
Мелкие коротконадкрылые жуки узко-овальной формы, длина тела 1,4—1,6 мм. Голова и брюшко буроватые, пронотум и надкрылья красновато-жёлтые, усики и ноги жёлтые. Тело тонко и редко пунктированное. Средние и задние лапки 5-члениковые (передние 4-члениковые). Активны с июля по сентябрь.
Вид был впервые описан в 2016 году канадскими энтомологами Яном Климашевским (Jan Klimaszewski; Laurentian Forestry Centre, Онтарио, Канада) и Дэвидом Ларсоном (David J. Larson). Сиверс (Seevers, 1951) рассматривал таксон Agaricochara Kraatz в качестве подрода в составе рода Gyrophaena  Mannerheim, но Эш (Ashe, 1984) повысил его до родового уровня. Авторы нового вида следуют вслед Ashe (1984) и трактуют этот таксон в качестве отдельного рода. Известно 2 вида Agaricochara в Европе и 6 видов в Северной Америке (Seevers 1951).